# Kitale
Kitale je grad u kenijskoj provinciji Rift Valley, sjedište okruga Trans-Nzoia. Nalazi se na zapadu države, 30-ak km od granice s Ugandom. Leži na 1800 metara nadmorske visine. Stanovništvo ovog područja najviše uzgaja suncokret, čaj, kavu, cvijeće, sjemenski grah i sjemenski kukuruz. Pored grada se nalazi močvara Saiwa, koja je 1974. proglašena nacionalnim parkom.
Godine 1999. Kitale je imao 86.055, a prema procjeni iz 2005. 115.957 stanovnika.